# Contribución a la historia del cristianismo primitivo

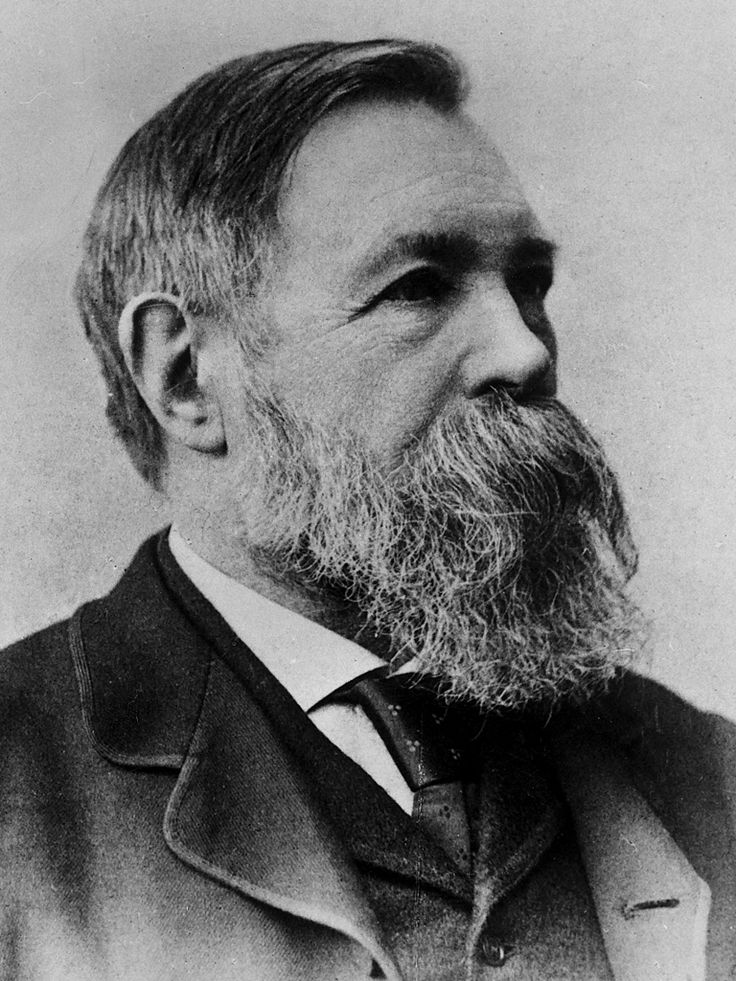
Friedrich Engels en 1891.

Contribución a la historia del cristianismo primitivo (en alemán: Zur Geschichte des Urchristentums) es una obra escrita por Friedrich Engels en 1894 y posteriormente publicada en Die Neue Zeit entre 1894 y 1895. Una traducción francesa se publicó por Laura Marx en la revista Le Devenir Social de la Segunda Internacional.
 

En este trabajo "propuso un análisis sociológico más matizado de los primeros cristianos" y compara principalmente la similitud entre el cristianismo primitivo y el movimiento obrero contemporáneo. Ambos fueron originalmente un movimiento de pueblos oprimidos, predicaron la salvación de la esclavitud y la miseria (el primero en el paraíso después de la muerte y el otro en el mundo, "en una transformación de la sociedad"); y "a pesar de toda persecución [...] avanzan victoriosos e irresistiblemente". Es por ello que "los primeros levantamientos de los campesinos [...] estaban enmascarados necesariamente por lo religioso" y los comunistas como Jan Žižka y Wilhelm Weitling se inspiraron del cristianismo primitivo. Engels cita Ernest Renan:
Si queréis haceros una idea de las primeras comunidades cristianas, mirad una sección local de la Asociación Internacional de Trabajadores.